# Niasony
 (janvier 2018).
Niasony Okomo (née en 1973) est une chanteuse, mannequin et danseuse congolaise née Alexandrine Severine Niasony Okomo en République du Congo. Connue pour sa voix douce et le message de la musique, elle vit et travaille en Allemagne.

## Biographie
Elle est née à Brazzaville, en 1973, de Michael Okomo et Charlotte Nkounkolo et a déménagé à Heiligenhaus, en Allemagne, près de Düsseldorf, en 1987. Elle a parlé du choc culturel qu'elle a vécu avec ce déménagement, trouvant un contraste entre l'agitation de Brazzaville et les rues, souvent vides, de la petite ville de Heiligenhaus. Adolescente, Niasony a travaillé comme mannequin, danseuse et artiste de performance pour différents projets.
En 2013, Niasony a été honorée par la Fondation de la Jeunesse Africaine avec un prix ADLER pour son rôle d'ambassadrice de la culture africaine.
Niasony vit à Düsseldorf, en Allemagne.

## Musique
Niasony joue un style de musiques du monde mélangeant les genres soukous, afro, reggae et afrobeat. Sur le plan thématique, Niasony combine les sons de la musique dance, avec des sujets graves de son pays, dont la pauvreté et la violence sexiste. Elle appelle ce style « Afroplastique » et a expliqué qu' « AFRO représente mes racines et PLASTIQUE, la pauvreté, je ne l'oublierai jamais — ma première paire de sandales est en plastique ». A propos de sa musique, elle a dit, « Danser sous la pluie est mieux que d'attendre sous le soleil ».
Certains morceaux de Niasony ont été créés en réponse à la déportation en 2007 de son frère par les autorités allemandes qui l'ont renvoyé en République du Congo alors déchirée par la guerre. En 2014, son premier album Afroplastique contient de la musique dance chantée dans sa langue maternelle, le Lingala. Niasony a déclaré qu'elle voit son album et ses spectacles comme « une thérapie ».

## Discographie

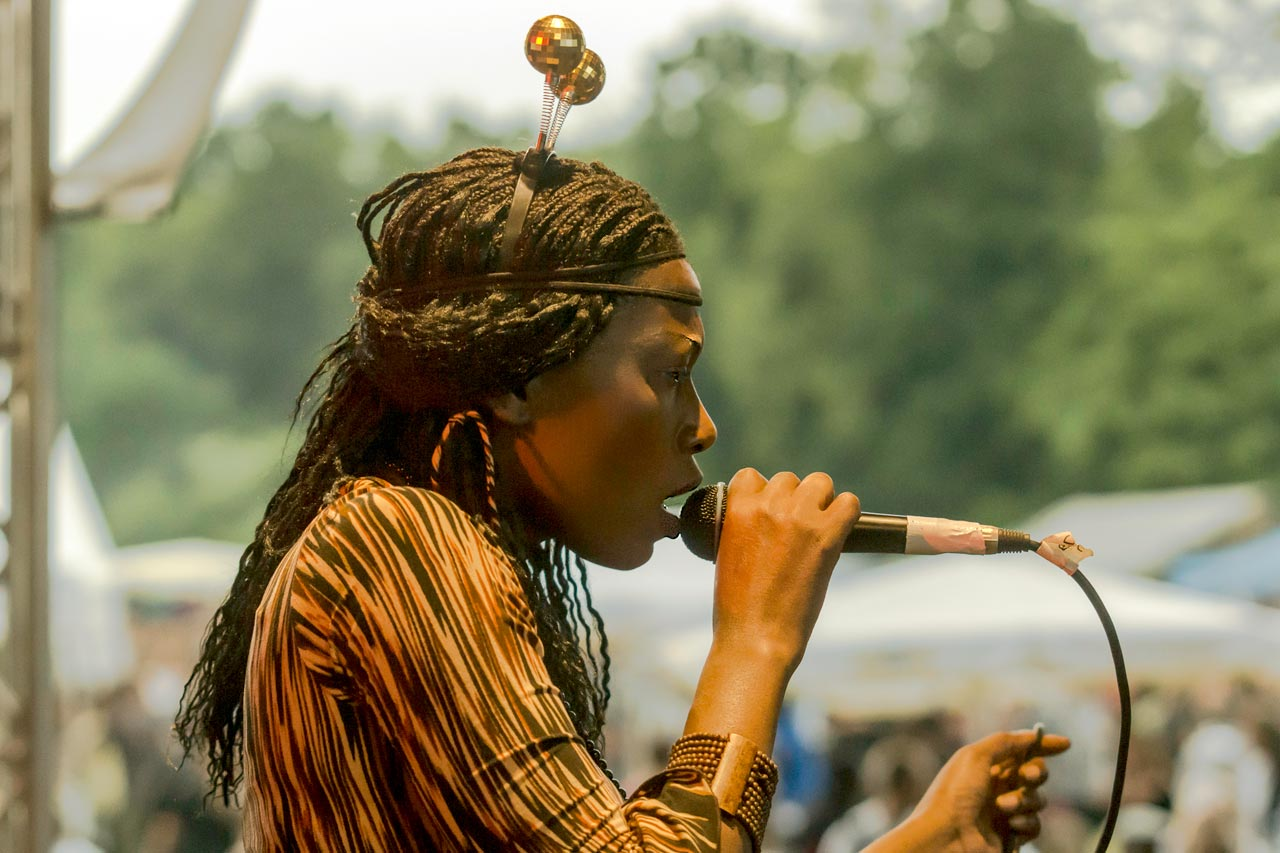
Niasony en concert en 2015.

- Ponanini – Kongo Girl (single, 2011)
- Nasina – I know you (single, 2013)
- Afroplastique (2014)